# Тхьендыонг
Пещера Тхьендыонг (вьет. Hang Thiên Đường) — пещера во Вьетнаме в национальном парке Фонгня-Кебанг. До открытия пещеры Шондонг, пещера Тхьендыонг считалась крупнейшей и самой длинной в национальном парке. В местных туристических агентствах обычно упоминается как "Paradise cave".
Находится в Центральном Вьетнаме, в провинции Куангбинь, в 460 километрах к югу от Ханоя и в 60 км от административного центра провинции — города Донгхой. Местным жителям эта пещера известна с 1915 года, но только в апреле 2010 года её официально обнаружила и описала группа британских спелеологов.
Изучение почти 31 000 метров пещеры показало, что в некоторых местах она достигает высоты 200 метров и ширины 100 метров.